# Rang (Lineare Algebra)
Der Rang ist ein Begriff aus der linearen Algebra. Man ordnet ihn einer Matrix oder einer linearen Abbildung zu. Übliche Schreibweisen sind {\displaystyle \operatorname {rang} (f)} und {\displaystyle \operatorname {rg} (f)}. Seltener werden auch die englischen Schreibweisen {\displaystyle \operatorname {rank} (f)} und {\displaystyle \operatorname {rk} (f)} benutzt.

## Definition

Spaltenvektoren einer Matrix

- Für eine Matrix {\displaystyle A} definiert man den Zeilenraum {\displaystyle ZR(A)} als die lineare Hülle der Zeilenvektoren aus {\displaystyle A}. Die Dimension des Zeilenraums bezeichnet man als Zeilenrang, sie entspricht der Maximalzahl linear unabhängiger Zeilenvektoren.[1] Analog definiert man den Spaltenraum {\displaystyle SR(A)} und den Spaltenrang durch die Spaltenvektoren. Man kann für Matrizen mit Einträgen aus einem  Körper zeigen, dass der Zeilen- und Spaltenrang jeder Matrix gleich ist, und spricht deshalb vom (wohldefinierten) Rang der Matrix. Dies gilt für Matrizen über Ringen nicht im Allgemeinen.
- Der Rang eines Systems aus endlich vielen Vektoren entspricht der Dimension seiner linearen Hülle.[2]
- Bei einer linearen Abbildung {\displaystyle f} ist der Rang als Dimension des Bildes {\displaystyle \operatorname {Bild} (f)} dieser Abbildung definiert:

{\displaystyle \operatorname {rang} (f)=\dim(\operatorname {Bild} (f)).}
Eine lineare Abbildung und die zugehörige Abbildungsmatrix besitzen den gleichen Rang.

## Berechnung
Um den Rang einer Matrix zu bestimmen, formt man diese mittels des gaußschen Eliminationsverfahrens in eine äquivalente Matrix in (Zeilen-)Stufenform um. Die Anzahl der Zeilenvektoren, die ungleich 0 sind, entspricht dann dem Rang der Matrix.
Beispiele:
- {\displaystyle A={\begin{pmatrix}1&2&3\\0&5&4\\0&10&2\end{pmatrix}}\sim {\begin{pmatrix}1&2&3\\0&5&4\\0&0&-6\end{pmatrix}}\Rightarrow \operatorname {rang} (A)=3}

- {\displaystyle B={\begin{pmatrix}1&2&3\\0&6&4\\0&3&2\end{pmatrix}}\sim {\begin{pmatrix}1&2&3\\0&6&4\\0&0&0\end{pmatrix}}\Rightarrow \operatorname {rang} (B)=2}

- {\displaystyle C={\begin{pmatrix}2&3\\0&1\\4&-1\end{pmatrix}}\sim {\begin{pmatrix}2&3\\0&1\\0&0\end{pmatrix}}\Rightarrow \operatorname {rang} (C)=2}

Alternativ lässt sich die Matrix auch in Spaltenstufenform umformen. Der Rang der Matrix entspricht dann der Anzahl der Spaltenvektoren, die ungleich 0 sind.

## Normalform
Mit dem zur Berechnung angewandten Verfahren kann jede Matrix in eine gleich große Matrix überführt werden, die in der oberen linken Ecke eine Einheitsmatrix E gleichen Ranges und sonst nur Nullen enthält:
|  |  | E | 0 |  |
|  |  | 0 | 0 |  |
|  |  |   |   |  |

Die Transformation der Matrix M
LMR = N
mit regulären Matrizen L und R auf Normalform N gelingt immer.
Beispiel: Vorgelegt ist die Matrix
{\displaystyle {\mathsf {M}}={\begin{pmatrix}-1&0&0\\-3&3&-1\end{pmatrix}}}
Ihre Transformation auf Normalform geschieht mit
{\displaystyle {\mathsf {LMR}}={\begin{pmatrix}1&0\\-2&1\end{pmatrix}}{\begin{pmatrix}-1&0&0\\-3&3&-1\end{pmatrix}}{\begin{pmatrix}-1&0&0\\0&1&-1\\1&2&-3\end{pmatrix}}={\begin{pmatrix}1&0&0\\0&1&0\end{pmatrix}}}
Die Matrizen L und R sind regulär, denn ihre Determinanten sind ungleich null:
{\displaystyle \mathrm {det} ({\mathsf {L}})={\begin{vmatrix}1&0\\-2&1\end{vmatrix}}=1,\quad \mathrm {det} ({\mathsf {R}})={\begin{vmatrix}-1&0&0\\0&1&-1\\1&2&-3\end{vmatrix}}=1}

## Quadratische Matrizen
Ist der Rang einer quadratischen Matrix gleich ihrer Zeilen- und Spaltenzahl, hat sie vollen Rang und ist regulär (invertierbar). Diese Eigenschaft lässt sich auch anhand ihrer Determinante feststellen. Eine quadratische Matrix hat genau dann vollen Rang, wenn ihre Determinante von null verschieden ist bzw. keiner ihrer Eigenwerte null ist.

## Eigenschaften
Seien im Folgenden {\displaystyle m,n,l\in \mathbb {N} }.
- Die einzige Matrix mit Rang {\displaystyle 0} ist die Nullmatrix {\displaystyle 0_{m,n}} . Die {\displaystyle n\!\times \!n}-Einheitsmatrix {\displaystyle E_{n}} hat den vollen Rang {\displaystyle n}.
- Für den Rang einer {\displaystyle m\!\times \!n}-Matrix {\displaystyle A} gilt:

{\displaystyle \operatorname {rang} (A)\leq \min\{m,n\}.}
Man sagt, dass die Matrix vollen Rang hat, wenn in dieser Ungleichung die Gleichheit gilt.
- Die Transponierte {\displaystyle A^{T}} einer Matrix {\displaystyle A} hat den gleichen Rang wie {\displaystyle A}:

{\displaystyle \operatorname {rang} (A)=\operatorname {rang} (A^{T})\;.}
- Erweiterung: Der Rang einer Matrix {\displaystyle A} und der zugehörigen Gram-Matrix sind gleich, falls {\displaystyle A} eine reelle Matrix ist:
{\displaystyle \operatorname {rang} (A)=\operatorname {rang} (A^{T}A)=\operatorname {rang} (AA^{T})=\operatorname {rang} (A^{T})\;.}
- Subadditivität: Für zwei {\displaystyle m\!\times \!n}-Matrizen {\displaystyle A} und {\displaystyle B} gilt:

{\displaystyle \operatorname {rang} (A+B)\leq \operatorname {rang} (A)+\operatorname {rang} (B).}
- Rangungleichungen von Sylvester: Für eine {\displaystyle m\!\times \!n}-Matrix {\displaystyle A} und eine {\displaystyle n\!\times \!l}-Matrix {\displaystyle B} gilt:

{\displaystyle \operatorname {rang} (A)+\operatorname {rang} (B)-n\leq \operatorname {rang} (A\cdot B)\leq \min \left\{\operatorname {rang} (A),\operatorname {rang} (B)\right\}.}
- Bedingung nach Fontené, Rouché und Frobenius: Ein lineares Gleichungssystem {\displaystyle A\cdot x=b} ist lösbar genau dann, wenn {\displaystyle b\in SR(A)} gilt bzw. (äquivalent dazu) {\displaystyle \operatorname {rang} (A)=\operatorname {rang} (A|b)}.
- Eine lineare Abbildung ist genau dann injektiv, wenn die Abbildungsmatrix {\displaystyle A\in K^{m\times n}} vollen Spaltenrang hat: {\displaystyle \operatorname {rang} (A)=n.}
- Eine lineare Abbildung ist genau dann surjektiv, wenn die Abbildungsmatrix {\displaystyle A\in K^{m\times n}} vollen Zeilenrang hat: {\displaystyle \operatorname {rang} (A)=m.}
- Eine lineare Abbildung ist genau dann bijektiv, wenn die Abbildungsmatrix {\displaystyle A\in K^{m\times n}} regulär (invertierbar) ist, denn dann existiert die Umkehrabbildung mit Abbildungsmatrix {\displaystyle A^{-1}}. Das ist genau dann der Fall, wenn {\displaystyle A} quadratisch ist ({\displaystyle m=n}) und vollen Rang hat: {\displaystyle \operatorname {rang} (A)=m=n.}
- Rangsatz für lineare Abbildungen: Für den Rang und Defekt (Dimension des Kerns) einer linearen Abbildung {\displaystyle f} aus einem n-dimensionalen Vektorraum {\displaystyle V} in einen m-dimensionalen Vektorraum {\displaystyle W} gilt der Zusammenhang

{\displaystyle \dim V=\operatorname {rang} (f)+\operatorname {def} (f)\;.}